# فرودگاه مرکز شهر سنت لویس
فرودگاه مرکز شهر سنت لویس (به انگلیسی: St. Louis Downtown Airport) یک فرودگاه همگانی بهره‌برداری هوایی با کد یاتا CPS است که یک باند فرود آسفالت دارد و طول باند آن ۲۱۳۳ متر است. این فرودگاه در کشور ایالات متحده آمریکا قرار دارد و در ارتفاع ۱۲۶ متری از سطح دریا واقع شده است.